# Карбан Дмитро Сергійович
Дмитро́ Сергі́йович Карба́н (нар. 29 грудня 1991 — 29 серпня 2014) — солдат Національної гвардії України, учасник російсько-української війни.

## Життєпис
Народився 1991 року в смт Юктали (Тиндинський район, Амурська область РРФСР). Проживав у місті Часів Яр (Бахмутський район Донецької області).
В січні 2014 року приїхав на Київський Євромайдан, потім разом з Вишгородською самообороною чергував на блокпосту біля ГАЕС. Участь в Революції Гідності обірвала Дмитру стосунки із своєю родиною — навіть рідна мати не подарувала йому «зв'язків з київською хунтою». 12-річний брат Дмитра телефонував йому потайки та казав: «Дімка, я тобою пишаюсь». Як тільки оголосили набір до батальйону «Донбас», Дмитро одним із перших пішов добровольцем, солдат резерву, далекомірник — номер обслуги 1 взводу роти охорони резервного батальйону оперативного призначення «Донбас», псевдо «Бейн».

## Обставини загибелі
Загинув у бою під Іловайськом під час виходу з оточення. Їхав у кузові броньованої вантажівки КАМАЗ у складі автоколони батальйону «Донбас» по дорозі з села Многопілля до Червоносільського. Коли КАМАЗ уже в'їжджав до Червоносільського, по ньому вистрілив російський танк. Кабіну вантажівки розірвало, а потім здетонував боєкомплект у кузові. Загинули Стаф, ВДВ, Контра, Руха, Кавказ, Рус, СВД та Лисий. Дмитро встиг вискочити з кузова, вже на землі автоматною чергою були перебиті артерії на ногах, удар великокаліберної кулі у бронежилет зламав грудну клітину. Дмитро помер від втрати крові.
Залишились батьки та брат 2002 р.н.
Похований у місті Дніпро, на Краснопільському цвинтарі як неідентифікований захисник Батьківщини. 6 вересня 2017 року Павло Нетьосов, керівник організації «Цитадель», повідомив про ідентифікацію решток Дмитра. 12 вересня 2017 відбулося прощання на Краснопільському цвинтарі, 13 вересня — перепоховання у місті Часів Яр на Центральному цвинтарі.

## Нагороди та відзнаки
- Нагрудний знак «За доблесну службу» (3 березня 2021, посмертно)[5]
- Орден «За мужність» III ступеня (22 січня 2018, посмертно)[6]
- Його портрет розміщений на меморіалі «Стіна пам'яті полеглих за Україну» у Києві: секція 3, ряд 8, місце 16
- Вшановується 29 серпня на щоденному ранковому церемоніалі вшанування українських захисників, які загинули цього дня у різні роки внаслідок російської збройної агресії[7]
- Іловайський Хрест (посмертно)